# ایلتامار باتیستا دا سیلوا
ایلتامار باتیستا دا سیلوا (به پرتغالی: Itamar Batista Da Silva) مهاجم اهل برزیل است که در شهر Santa Maria، میناس گرایس و در تاریخ ۱۲ آوریل ۱۹۸۰ به دنیا آمده‌است.
ایلتامار باتیستا دا سیلوا در تیم‌های فوتبال کروزیرو سابقهٔ حضور دارد.